# Chew (rivière)
Pour les articles homonymes, voir Chew.
La rivière Chew est une petite rivière d'Angleterre. Elle se jette dans l'Avon après 27 km et forme la vallée de la Chew.

## Géographie
La rivière prend sa source un peu en amont du village de Chewton Mendip. Partant de Chewton Mendip, elle traverse en direction du nord-ouest Litton, le lac de Chew Valley, Chew Stoke, Chew Magna et Stanton Drew. La rivière passe sous l'A37 à Pensford, transformant la vieille église et son jardin quasiment en île. Elle traverse alors les villages de Publow, de Woollard, de Compton Dando et de Chewton Keynsham avant de rejoindre le fleuve Avon à Keynsham. Sur la majorité de son itinéraire est présent un sentier piétons du nom du Two Rivers Way (Chemin des Deux Rivières). Au total, le cours d'eau s'étend sur 27 km à travers les campagnes du nord de Somerset.